# نويزيس
نويزس (بالألمانية: Neusäß) هي بلدة ألمانية تقع في ألمانيا في آوغسبورغ.

## المدن التوأمة
مدن مارككليبرغ، كوسيه، Eksjö، براتشيانو و Eksjö Municipality هي مدن توأمة لـنويزس.